# 長久手発砲立てこもり事件
長久手発砲立てこもり事件（ながくてはっぽうたてこもりじけん）は、2007年（平成19年）5月17日から5月18日にかけ、愛知県愛知郡長久手町長配二丁目（現：長久手市長配二丁目）で被疑者の男が元妻を人質に取って民家に立てこもった事件のこと。発生から解決まで約29時間に及び、愛知県警察の警察官1人が殉職、男の妻子と警察官1人が負傷した。
この事件はSAT初の殉職者を出す事件となった。この事件の4週間ほど前には町田市立てこもり事件が発生していた。テレビによる一部始終の中継もあり、立てこもり事件に対する新たな対策などが提唱されるきっかけともなった。この他、愛知県内では同年8月に刈谷市で、9月には豊明市で立てこもった男が逮捕される事件が続発した。

## 経緯

### 発生
2007年5月17日午後3時47分ごろ、愛知県愛知郡長久手町長配二丁目の民家から「父親が拳銃を持って暴れている」という通報が警察に入った。その後、午後3時49分にこの民家に住む息子から「父親はもう落ち着いた。警察が来ると興奮するので家には来ないでほしい。持っている拳銃はおもちゃだ」という2度目の通報が入った。愛知警察署長久手交番勤務の巡査部長が現場に駆けつけたところ、元暴力団組員の男が巡査部長に向けて回転式拳銃（実銃）を発砲し、巡査部長は首を撃たれ現場民家の出入り口付近に倒れた。巡査部長は2度目の通報内容から防弾チョッキではなく、防刃ベストを着用していた。巡査部長が撃たれた直後に愛知警察署の刑事課員10人が3台の捜査車両で現場に駆けつけたが、10人中6人は防弾チョッキを着用していたが、10人全員が拳銃を携帯していなかった。
男は別れた元妻との復縁について家族と話し合いを図ったが、上手くいかないことに腹を立て、銃を持ち出し暴れたという。男は巡査部長への銃撃とほぼ同時に息子の左腹部と娘の右足も拳銃で撃ち負傷させた。民家を脱出した息子と娘は命に別状はなかったものの、息子は重傷であった。
その後、男は元妻を人質にとり自宅に立て籠った。警察は現場付近の交通を全て遮断し、男に対して説得を続けたが、男は「救急車を近づけたら撃つ」や「弾は100発ある」、「爆弾も持っている。近づいたら爆発させる」等と脅迫したため、民家の出入り口付近に倒れている巡査部長を容易に救出できなかった。民家の敷地内には人の動きに反応して点灯するセンサーライトが設置されており、巡査部長の腕が動く度に点灯して周囲を明るく照らしていた。また、庭に1匹と室内に2匹の犬がおり、民家の裏から捜査員が近づいた際も吠えていたという。
午後4時45分ごろ、捜査一課に所属する捜査員が男を説得している間に、機動捜査隊が現場に到着した。機動捜査隊の捜査員らは窓を開けて姿を現していた男の死角に配置し、拳銃を構えて射撃する態勢をとっていたが、突然、前線本部から「下がれ」と命令されたため、男の制圧は中止された。
午後5時30分ごろから午後6時ごろにかけて、愛知県警察刑事部の特殊捜査班 (SIT) の隊員が現場に到着。到着直後に防護車両を玄関に突入させて巡査部長を救出する作戦を計画したが、実行直前に前線本部からの指示により中止された。この時点で、倒れていた巡査部長は「俺はもうだめだ」との言葉を残して、無線の呼びかけに応じなくなっていた。愛知県警察は犯人が「人質を撃つ」等と威嚇し続けたことから作戦を転換したという。
その後、捜査員らは近くの敷地を借りて、盾で巡査部長を防護しながら救出する作戦の演習を繰り返し行った。また到着時刻は不明だが、救出作戦開始前に愛知県警察警備部の特殊部隊 (SAT) も現場に到着した。

### 巡査部長救出
午後8時20分、巡査部長の救出作戦が最終決定する。SITと機動捜査隊の隊員計16人で混成された救出部隊が民家の敷地内に入り巡査部長を担架に乗せて運び出すのを、SATの隊員計14人が後方支援という形で援護する計画である。
救出部隊は、大盾を持ったSITの隊員7人が先頭となって1列に並び、その後ろに拳銃を持ったSITの隊員3人、そのさらに後ろに担架を持った機動捜査隊の隊員6人が続くという陣形をとった。また後方支援を担当するSATは、約70メートル離れた建物の屋上に狙撃銃を持った隊員5人を配置、更に現場前の路上に拳銃や機関拳銃 (H&K MP5) を持った隊員9人を配置し、9人のうち3人は民家の前まで前進してきた特型警備車の陰に身を隠しつつ、救出部隊を近距離から援護する計画だった。
午後8時54分、作戦が開始され、男と娘が電話している間に救出部隊は前進を始めた。
午後9時20分すぎ、SIT、SAT、機動捜査隊員計25人が盾や銃を構えつつ気付かれないように民家に近づいた。この際、防弾機能のある特殊車両については男に気付かれてはならないとの判断から、計画よりも数メートル手前に停車させた。車両が手前に停車した結果、SAT隊員3人は特殊車両の前に出て援護することとなった。救出部隊はそのまま巡査部長の倒れている民家の出入り口へと向かい、SAT隊員3人は駐車していた捜査車両に身を隠しつつ援護を行う。
作戦通り救出部隊が倒れている巡査部長を救出し、SATのいる後方に搬送していた際、犬の鳴き声により警察官の接近に気付いた男が民家の窓から救出部隊に向かって拳銃を発砲。後方支援のため捜査車両の間で機関拳銃を構えて警戒していた林 一歩巡査部長が左鎖骨部に被弾した。林巡査部長は防弾チョッキを着用していたが、銃弾は左鎖骨で跳弾して方向を変え、防弾チョッキの防弾効果が無い胸と背中との繋ぎ部分を貫通、首筋の左鎖骨下部から入り上行大動脈を貫通した。救急車で搬送されたが、外傷による心不全（心タンポナーデ）のため5月18日午前0時14分に病院で死亡した。弾丸は体内から見つかった。救出された巡査部長は命に別状はなかったものの、外傷性クモ膜下出血などの重傷であり、半身不随の後遺障害が残った。
報道によれば、SATは巡査部長救出の際、民家敷地に犬がいることを知らされておらず、前線本部からは「発砲してきて、犯人の姿がみえたら発砲しろ」と命令されていた。隊員が撃たれた際、男はブラインド越しに銃撃しており、姿が確認できなかったため、これに応戦する形での射撃は行われなかった。
林巡査部長の死亡後、警察庁警備局は前線本部にSATの撤収を命令した。大阪府警察のMAATが現場に応援派遣され、愛知県警察SITと合同で突入する演習を実施しており、この様子を撮影した写真が事件後にテレビで報道された。

### 人質の脱出・保護
しばらく膠着状態が続いたが、5月18日午前10時35分ごろ、男が名古屋市のFMラジオ局ZIP-FMに直接電話をして、放送中の番組のDJ、ジェイムス・ヘイブンスとの会話を要求してきた。
午後2時すぎ、愛知県警察捜査員などの立会いのもと、男とジェイムスとの電話による会話が開始され、男が自身に関する話などを始めた。
午後2時50分ごろ、男が電話をしている隙に人質になっていた元妻がトイレの高窓から脱出、警察に保護された。このころになると応援の大阪府警察MAATもマスメディアの前に姿を現していた。

### 犯人の投降・逮捕
元妻が脱出・保護されると男は次第に態度を軟化させ、特殊捜査班の交渉役捜査員が説得を続けると午後7時20分に自宅から出ることを約束した。
しかし、男は投降する時間を延長し午後7時30分を過ぎても出てこなかった。現地対策本部ではSITに突入訓練の再チェックを指示しており、午後10時ころに強行突入する計画を進めていたという。
午後8時30分すぎ、男は警察の「あなたを安全に保護したい」との説得に応じて投降し、周囲を取り囲んだ捜査員によって殺人の疑いで緊急逮捕された。拳銃を自宅に置いてきた男は、左手に家族の写真・タオル・音楽CD入りのビニール袋を、そして右手には水道水が入ったペットボトルを持って出てきた。

### その後の捜査
事件後の調べで、男はまず巡査部長に対して1発、さらに止めに入った息子と娘に対して各1発ずつの2発を発砲して負傷させたことが分かった。また、その後倒れている巡査部長と介抱をする娘に対して1発を発砲したがこれは命中しなかった。そして、巡査部長救出の際に救出部隊に対して4発を発砲、そのうちの1発が後方支援のSAT隊員に当たり、死に至った。男が使用した38口径の回転式拳銃はスペインなどで製造されたルビー・エクストラ (Ruby Extra) とみられている。押収時は実弾6発が装填されており、ほかにも実弾8発と薬莢10個が発見されている。以上のことから、犯人は少なくとも24発以上の実弾を所持していたとみられている。男は爆弾を持っていると威嚇していたが爆発物は発見されなかった。殉職した林巡査部長は警部に二階級特進し漆間巌警察庁長官（当時）から警察勲功章が、国から旭日双光章が授与された。
事件現場の家屋は、所有者である南原竜樹によって取り壊された。

## 裁判
2008年（平成20年）10月7日に名古屋地裁で開かれた論告求刑公判で、検察官は被告人に死刑を求刑した。12月17日に名古屋地裁は被告人に無期懲役を言い渡した。検察・被告人双方が控訴したが、2009年（平成21年）9月18日に名古屋高裁は検察・被告人双方の控訴を棄却した。これに対し、検察・被告人側は最高裁に上告した。検察が死刑求刑に対する二審の無期懲役判決を不服として上告したのは、北九州監禁殺人事件の二審判決（2007年9月26日、福岡高裁）以来2年ぶり。2011年（平成23年）3月22日付で最高裁第三小法廷（那須弘平裁判長）が検察官と被告人の双方からの上告を棄却する決定を出したため、無期懲役が確定した。

## 警察の対応をめぐって
この事件で愛知県警察が行った捜査指揮に関して、報道・有識者・警察関係者などから批判が出ている。
かつてあさま山荘事件などの捜査指揮に携わった佐々淳行は愛知県警察の事件対応について、「強硬策をとるべきだった」として強く非難している。
一部ではこの事件について警察に対して、以下のような問題点が挙げられている。
- 民家の玄関付近で首を撃たれたまま動けなくなっていた交番勤務の巡査部長を放置したこと。撃たれた巡査部長に対して警察官が愛知県警察の緊急無線を使用して2時間ほど交信を行っていたが、巡査部長が弱って音信不通になっても3時間放置し、撃たれてから合計5時間以上も救出に行かなかった。
- 警察官救出時にSAT隊員が撃たれ、死亡した後も、狙撃や突入といった決断ができなかったこと。

ただし、警察側を擁護する以下のような見解もある。
- 犯人がテレビやラジオでニュースを聞いていたり見ていたりする可能性のある状況で、マスメディアは隠密での警察の動きを空撮やフラッシュ撮影を含め事件の様子を詳細に生中継で報道しており、犯人に警察の動きが読まれる可能性があった。
- 敷地内にセンサーライトが設置されていた、庭に1匹、室内に2匹の犬がいた、などの悪条件が重なり、解決が遅れた。
- 犯人はSAT隊員をブラインド越しに銃撃していたため、外からは姿がみえず、人質を盾にしている可能性があったので警察は反撃できなかった。

この事件について警察庁は、2007年6月15日、事件への対応をめぐる検証結果を愛知県警察から報告を受け公表した。
検証では負傷した警察官の救出に5時間以上がかかったことについて「時間短縮の余地があった」と結論づけた。またSATの隊員が殉職したことについては、「（捜査幹部が）現場に配置された各部隊に対し、より一層きめ細かな指示を行うことに配慮する必要があった」と指摘し、「防弾用装備品の改良も必要」とした。さらに、発砲事件発生の一報を受けて現場に向かった警察官が撃たれたことについては、「死傷事故防止への配慮を徹底する必要があった」とのことであった。
読売新聞2007年7月11日朝刊に掲載された記事によると、「事件発生から4時間半後に、刑事部長が県警本部長に対して、救出作戦を電話で報告するまで、検討中の作戦案の内容や議論の進み具合が報告されることはなく、本部長も報告を求めなかった」とされている。さらに、同紙によれば、刑事部長が県警本部長に対して報告した救出作戦の内容は、「SATが遠距離と近距離から狙撃支援を行う」といった程度のもので、具体的な報告は行われなかったとされている。また、現場には170人もの警察官が動員されていたが、トイレは大用・小用ともに1台ずつしか用意していなかった。緊張から多くの警察官がこのトイレを使用したが、これが作戦開始が遅れる一因になったとしている。

## マスコミの批判
事件については、マスコミの報道姿勢にも批判が集まった。テレビ局が警察官やSAT（特殊急襲部隊）の配置を放送し、それによって犯人を刺激し、警察官や人質の安全を脅かす行為にあたるとして、BPO（放送倫理・番組向上機構）に対して苦情が寄せられた。また、報道関係者が近隣住民の敷地にタバコの吸い殻を放置していたことも、モラルに反する行為として問題視された。

## 影響
- 2007年5月17日（事件発生日）
  - 午後4時14分 - 現場周辺が封鎖される。また、規制区域内を通る名鉄バスは都市間高速バス高針線が区間運休、藤が丘駅を発着するバス（長久手車庫（現・トヨタ博物館前）行・愛知学院大学行）が全区間運休または迂回運転[注釈 3]となる。
- 2007年5月18日
  - 午前6時30分 - 長久手町教育委員会が、付近の学校[注釈 4]に在籍する小中学生に自宅待機を指示。
  - 午前8時 - 規制区域内を通る長久手町のコミュニティバス（N-バス）が始発から運休。
  - 午前10時 - 現場近くの愛知学院大学が、18日の全授業の休講を決める。
  - 午前11時 - 長久手町教育委員会が小中学校の休校を決定。保育園も休園状態になり、名古屋外国語大学も休講を決める[16]。

### テレビ番組の差し替え
事件の影響で、一部のテレビ番組が本事件と類似するとして自粛された。いずれも年は事件発生と同じく2007年。
- 日本テレビのバラエティ番組「エンタの神様」の5月19日放送分では陣内智則のネタが放送される予定だったが、ゾンビゲームを題材にしていたことが事件を彷彿とさせるものだったため、急遽他の芸人のネタに差し替えられ、ほとぼりが冷めた6月9日に改めて放送された。
- 同じく日本テレビのドラマ「セクシーボイスアンドロボ」のVoice 7（第7話、5月22日放送予定）「ハンバーグさん」が事件と類似する内容だったため、同日は第2話の再放送に差し替えられた。その後振替放送はなく、番組終了後に発売されたDVDにオリジナルビデオ（ビデオスルー）扱いで収録され、ようやく日の目を見た。
- テレビ朝日のドラマ「警視庁捜査一課9係」、第5話「監禁誕生会」（5月23日放送予定）が事件と類似するシーンがあったため、翌週放送予定だった第6話を繰り上げて放送した。その後、同年6月6日にタイトルを「狙われた誕生会」に変更し、第7話として放送された。
- 以上のようにテレビ番組の差し替えが相次いだが、テレビ東京のアニメ「銀魂」第56話「一日局長に気をつけろッテンマイヤーさん」（5月17日放送）は立てこもり事件を題材とした回だったが、そのまま放送された。